# Mutesa II di Buganda
Edward Frederick William Walugembe (noto come Mutesa II; Kampala, 19 novembre 1924 – Londra, 21 novembre 1969) è stato un politico ugandese, kabaka di Buganda dal 1939 al 1966 e presidente dell'Uganda dal 1962 al 1966.

## Biografia
Studiò al King's College di Budu e ancora giovanissimo salì al trono come kabaka di Buganda al posto del suo padre malato Daudi Cwa II.
Dopo un primo momento di impopolarità per via del suo stile di vita esuberante, divenne un eroe nazionale opponendosi al colonialismo britannico e alla costituzione della Federazione dell'Africa orientale. Le sue politiche erano orientate al consolidamento della leadership del Buganda nel paese.
Alleatosi con Milton Obote, Mutesa II divenne primo presidente dell'Uganda, ruolo che ricoprì accanto a quello di kabaka. La sua tribù godette di uno status speciale, perciò Obote organizzò un colpo di Stato mirato alla sua deposizione, divenendo così il secondo presidente del paese.
Mutesa riparò in esilio a Londra, dove morì di intossicazione da alcol. Nel 1967 aveva scritto la sua autobiografia Desecration of my Kingdom. Ebbe funerali di Stato.